# Molgula celtica
Molgula celtica is een zakpijpensoort uit de familie van de Molgulidae. De wetenschappelijke naam van de soort werd in 1970 voor het eerst geldig gepubliceerd door Claude Monniot.